# Kate Gordon Moore
Ne doit pas être confondu avec Kate M. Gordon.
Kate Gordon Moore, née le 18 février 1878 à Oshkosh (Wisconsin) et morte le 4 octobre 1963, est une psychologue américaine. Ses travaux portent sur divers aspects de psychologie cognitive, et elle est renommée pour son travail avec la vision des couleurs et la perception, l'esthétique, la mémoire, l'imagination, l'émotion. Ses premiers travaux portent sur la vision des couleurs et la façon dont elle interagit avec la mémoire. Elle s'est ensuite intéressée à la recherche dans le domaine de l'éducation, notamment l'éducation des femmes. Enfin, elle s'est intéressée à l'imagination et la façon dont elle est liée à la mémoire et de l'émotion.

## Biographie
Elle a des origines irlandaises et américaines. Sa famille a une forte tradition scientifique, son père est chirurgien. 
Elle s'inscrit à l'université de Chicago en 1896, et obtient sa licence en 1900 et son doctorat en 1903. Durant l'hiver 1903-1904, elle bénéficie d'une bourse qui lui permet de faire un complément d'étude de psychologie à l'université de Wurtzbourg. Elle est la première femme membre de la Société de psychologie expérimentale allemande.
En 1904-1906, elle enseigne la psychologie à Mount Holyoke College, puis au Teachers College de l'Université Columbia (1906-1907). Pendant ces années, elle axe ses recherches sur l'évaluation de la vision des couleurs et sur l'esthétique de la couleur. En 1908, elle visite des établissements d'enseignement en Europe pour le compte du Bryn Mawr College. Cela lui a donné l'opportunité d'assister à un certain nombre de congrès internationaux d'art. À son retour aux États-Unis, en 1912-1916, elle est chargée d'enseignement en éducation à Bryn Mawr College, dont elle dirige le département d'éducation. Elle entreprend ses recherches en éducation, notamment sur les tests scolaires. Elle est ensuite chargée d'enseignement de psychologie et d'éducation à l'université Carnegie-Mellon puis elle est nommée professeur associée, en 1919-21. En 1922, elle est nommée à l'université de Californie à Los Angeles. Elle a été maître de conférences en psychologie, puis en 1923, devient professeur au département de psychologie. En 1934, elle est nommée professeur titulaire. En 1930, elle est nommée directrice du département de psychologie. Les recherches qu'elle mène durant cette période concernent l'imagination. 
Elle est présidente du Groupe des femmes de son université et présidente de la Western Psychological Association. 
Ses recherches portent sur les différents thèmes de psychologie cognitive. Les principaux domaines de la psychologie cognitive, notamment la vision et la perception, l'esthétique, la mémoire, l'imagination et la durée d'attention. Elle a également publié des manuels de psychologie, Esthetics et Educational Psychology.

## Distinctions
- Membre de l'Association américaine pour l'avancement des sciences
- Membre de l'Association américaine de psychologie
- Membre de l'American Philosophical Association
- Présidente de la Western Psychological Association

## Publications
- The Psychology of Meaning, Chicago, University of Chicago Press 1903.
- Meaning in Memory and in Attention, Psychological Review, 10(3): 267-283 1903
- Wherein should the Education of a Woman Differ from that of a Man, The School Review, 13(10): 778-794 1905
- Study of After-Images on the Peripheral Retina, Psychological Review, 14(2):122-167 1907
- Esthetics, New York. Holt 1909.
- Some Tests on the Memorizing of Musical Themes, Journal of Experimental Psychology, 2(2): 93-99 1917
- Report of Psychological Tests of Orphan Children, Journal of Delinquency, 4: 46-55 1919
- Group Judgements in the Field of Lifted Weights, Journal of Experimental Psychology, 7(5): 398-400 1924
- The Recollection of Pleasant and of Unpleasant Odors, Journal of Experimental Psychology, 8(3):225 1925
- Class Results with Spaced and Unspaced Memorizing, Journal of Experimental Psychology, 8(5): 337-343 1925
- A Study of Early Memories, Journal of Delinquency, 12:129-132 1928
- « Discussion and reports: On McDougall's observations regarding light-and-color vision », Psychological Review, vol. 9,‎ 1902
- Educational Psychology, New York, NY, Henry Hold and Company, 1917 (lire en ligne)
- Esthetics, New York, NY, Henry Hold and Company, 1909 (lire en ligne)